# Eliseo Milani
Eliseo Milani (Ponte San Pietro, 16 febbraio 1927 – Roma, 29 dicembre 2004) è stato un politico italiano.

## Biografia
Proveniente da una famiglia contadina della provincia bergamasca, per tradizione provincia "bianca" e conservatrice, dal 1945 aveva cominciato a militare nelle file del PCI, svolgendo la sua attività lavorativa come operaio metalmeccanico alla Dalmine. Negli anni cinquanta era diventato funzionario del partito, facendo poi carriera all'interno dello stesso.
Dotato di grande cultura, anche se in possesso del solo diploma di scuola media inferiore ottenuto grazie ai corsi aziendali della stessa Dalmine, nel 1968 fu eletto per la prima volta deputato nelle liste del PCI, ma nel 1969 fu tra i fondatori della rivista il manifesto, unico di estrazione operaia fra Rossana Rossanda, Lucio Magri, Luigi Pintor e Aldo Natoli, tutti intellettuali.
Insieme a loro fu espulso dal partito e divenne dirigente del PDUP, rifiutando di tornare al PCI anche quando, nel 1984, la maggioranza del PDUP decise di confluirvi nuovamente. Rieletto deputato nella settima e nell'ottava legislatura, fu poi senatore nella Sinistra indipendente nella nona, ma per motivi di salute fu costretto ad abbandonare gradualmente la politica attiva: protagonista di numerose battaglie civili, era stato membro della Commissione parlamentare d'inchiesta sul Caso Moro e sul terrorismo in Italia.
Anche dopo la sua rinuncia a candidarsi nuovamente, tuttavia, non volle comunque rinunciare all'attività politica, collaborando con il "Centro di riforma dello Stato", presieduto da Pietro Ingrao. In seguito a un improvviso peggioramento delle condizioni di salute, morì al Policlinico di Roma alla fine del 2004.